# 張茂炯

张茂炯（1875年—1936年），字仲清，号君鉴，江苏吴县人。清光绪三十年（1904年）甲辰恩科进士。宣统间任度支部司长，民國初年任職於财政部盐务署，主纂成《清盐法志》300卷，是記述清代鹽法的重要資料。